# دیوژن لائرتی

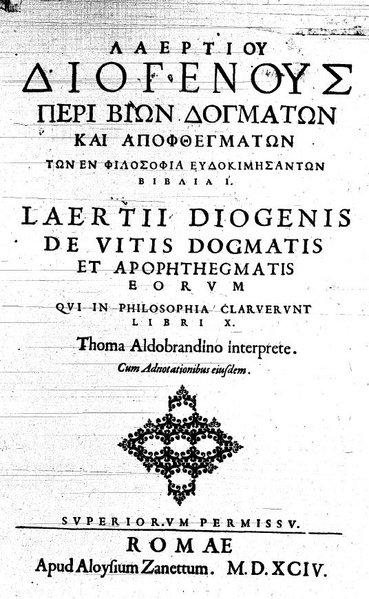
رویهٔ کتاب زندگی و باورهای فیلسوفان برجسته مربوط به سال ۱۵۹۴

دیوگنس لائرتیوس (به یونانی: Διογένης Λαέρτιος) زندگی‌نامه‌نویس فیلسوفان یونانی بود. برخی لقب او لائرتیوس را وابسته به شهر لائرته در آسیای کوچک می‌دانند و برخی او را به خاندان رمی لائرتی‌ها پیوند زده‌اند. از زندگی او چیزی دانسته نیست. می‌پندارند که او باید پس از سکتوس امپیریکوس — که دیوژن از او یادکرده‌است — و پیش از استفانوس بیزانتیومی — که از او نقل قول کرده — زندگی کرده باشد، به دیگر سخن میان سال‌های ۲۰۰ تا ۵۰۰ میلادی. احتمال داده می‌شود که او در نیمهٔ نخست سدهٔ سوم میلادی زمان پادشاهی الکساندر سوروس (۲۲۲-۲۳۵ میلادی) زیسته باشد.
انگاشته‌اند که او باید پیرو یکی از دو فلسفهٔ سوفسطائیان یا اپیکوریان بوده باشد. اثر او زندگی و باورهای فیلسوفان برجسته است که به یونانی نگاشته شده‌است. او جستارهای کتابش را به دو بخش آموزشگاه‌های ایونی و ایتالیایی بخش می‌کند. زندگی‌نامهٔ فیلسوفان بخش یکم در کتاب او از آناکسیماندر آغاز می‌شود و به کلیتوماخوس، تئوفراستوس و خروسپیپوس می‌انجامد. بخش دوم نیز با فیثاغورث آغازیده و با اپیکور به پایان می‌رسد.

## آثار
- «حیات فیلسوفان نامدار: سقراط-افلاطون» (ترجمه)، نوشته دیوگنس لائرتیوس، حسین کلباسی اشتری (مترجم)، تهران: انتشارات دانش و اندیشه معاصر، ۱۳۸۷
- «فیلسوفان یونان» (ترجمه)، نوشته دیوگنس لائرتیوس، بهراد رحمانی (مترجم)، تهران: نشر مرکز، ۱۳۸۸